# Sather Tower
La Sather Tower es una torre campanario con relojes en sus cuatro caras situada en el campus de la Universidad de California en Berkeley (Estados Unidos). Conocida con más frecuencia como The Campanile por su parecido con el Campanile de San Marcos de Venecia (Italia), es uno de los símbolos más reconocibles de la universidad.
Donada por Jane K. Sather en memoria de su esposo, el banquero Peder Sather, es la tercera torre campanario y del reloj más alta del mundo. Su actual carillón de sesenta y una campanas, construido a partir de un conjunto de doce campanas también donado por Jane Sather, se puede oír a muchos kilómetros de distancia y es usado por un extenso programa de educación en campanología. La Sather Tower también alberga muchos fósiles del Departamento de Biología (procedentes principalmente del Rancho La Brea) debido a que su interior frío y seco es apropiado para su conservación.

## Descripción

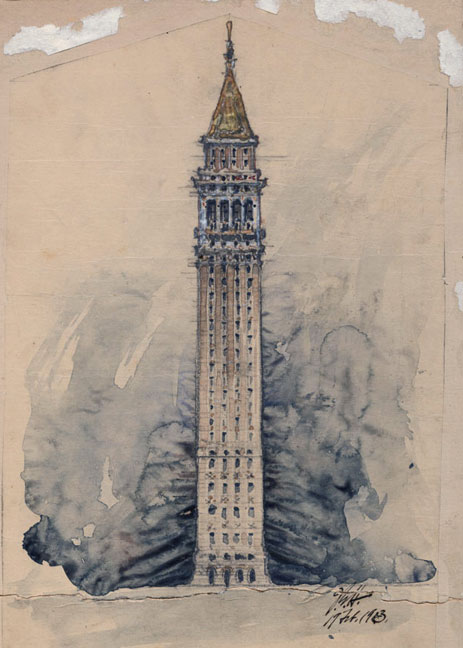
Inicialmente se consideró construir apartamentos en la nueva torre (dibujo preliminar de 1903, John Galen Howard.)

Con 94 m de altura, es la tercera torre campanario y del reloj más alta del mundo. Tiene siete plantas principales y un mirador en la octava planta a 61 m sobre la base.
Diseñada por John Galen Howard, fundador del Departamento de Arquitectura de la universidad, la Sather Tower fue completada en 1915 y abrió al público en 1916. Marcó un segundo eje en el plano original de Howard de estilo Beaux Arts del campus y desde entonces ha sido una importante fuente de inspiración en numerosos planes maestros de campus universitarios de todo el mundo.
La Sather Tower alberga un carillón de concierto completo, ampliado a partir del juego original de doce campanas instalado en octubre de 1917 a cuarenta y ocho campanas en 1979 y a las actuales sesenta y una campanas en 1983. Durante los semestres de otoño y primavera, el carillón suena durante diez minutos a las 7:50 a. m., al mediodía y a las 6:00 p. m. en los días laborables, de 12:00 a 12:15 p. m. y de 6:00 a 6:10 p. m. los sábados, de 2:00 a 2:45 p. m. los domingos e intermitentemente en otros momentos del año. Las campanas también dan las horas los siete días de la semana entre las 8 a. m. y las 10 p. m. Al mediodía en el último día de clases de cada semestre, tocan They're Hanging Danny Deever in the Morning (esta canción usa únicamente el conjunto original de campanas instalado en 1917). Después de esto, el carillón permanece en silencio hasta que acaban los exámenes finales.
En 1983, un regalo de Evelyn y Jerry Chambers dotó el cargo de carillonista de la universidad, así como salas de ensayo, teclados de práctica, una biblioteca de campanología y festivales internacionales de carillón a celebrarse cada cinco años desde el aniversario de la clase de 1928. El Departamento de Música ofrece clases de carillón privadas y en grupo, sujetas a audiciones y dando prioridad a los estudiantes de música. Los estudiantes practican en uno de los dos teclados de práctica de la torre hasta que están listos para tocar en el carillón.

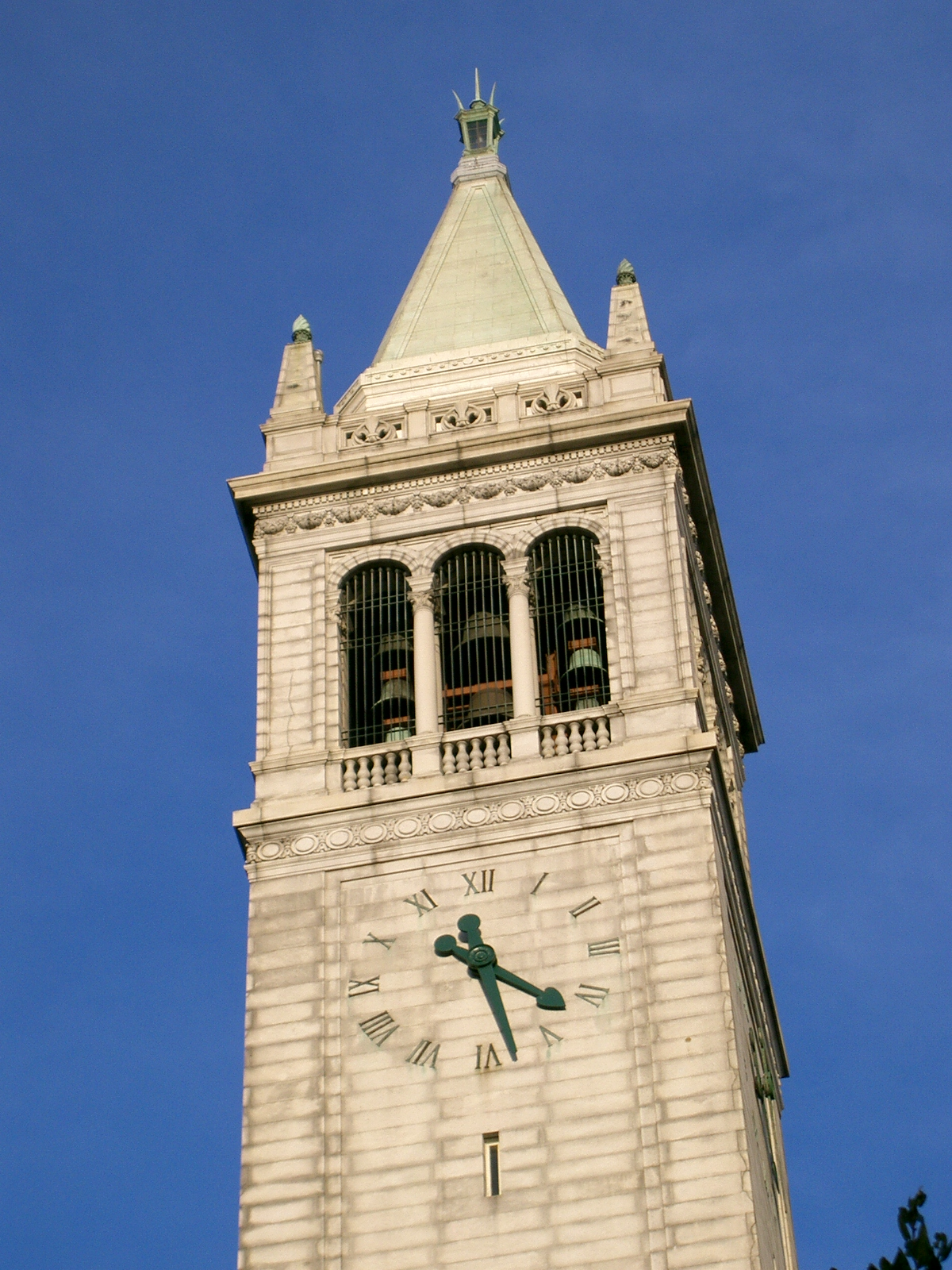
La cámara de las campanas/mirador, mostrando una parte del carillón.

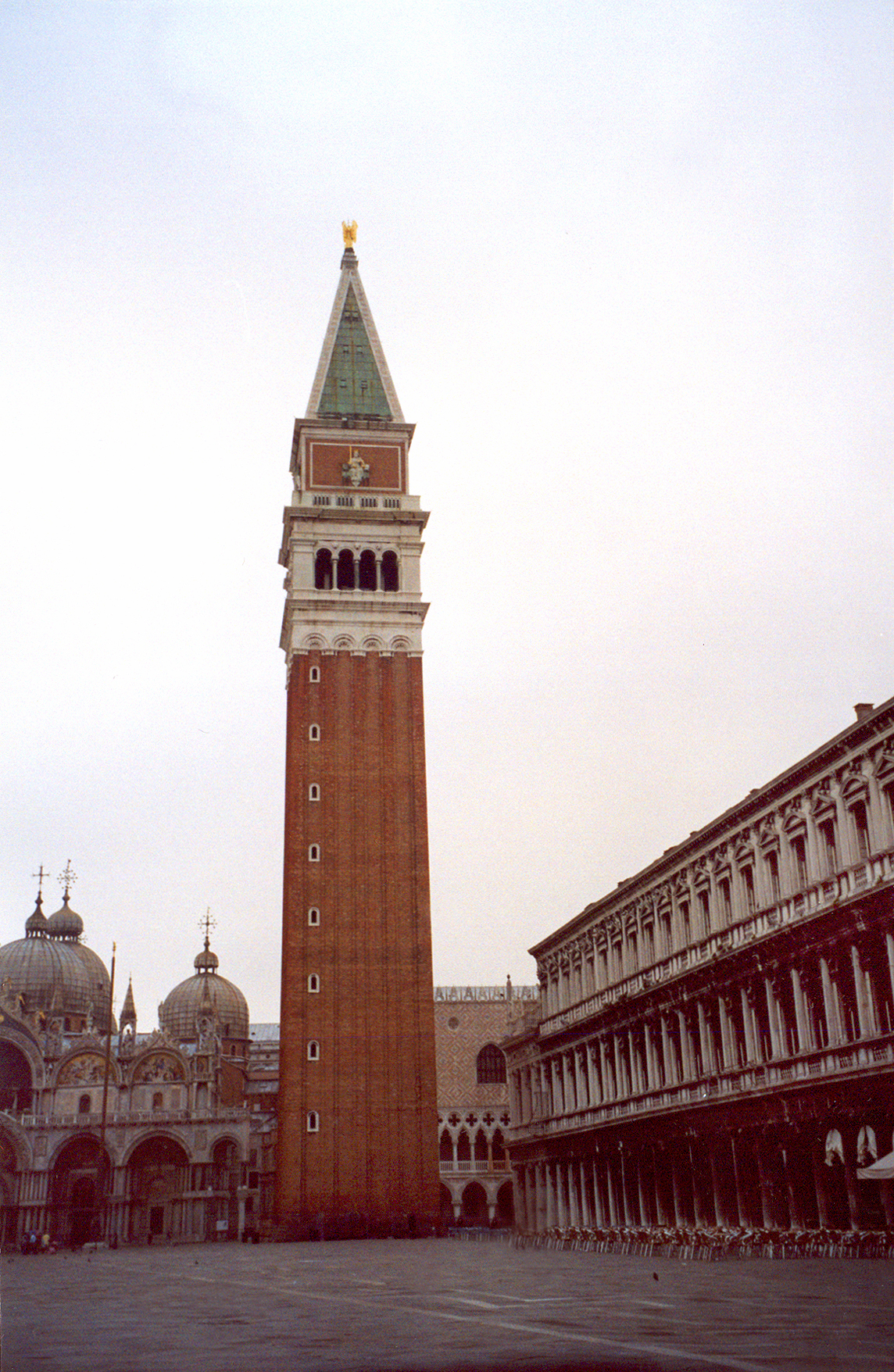
El Campanile de San Marcos de Venecia.

Un ascensor lleva a los visitantes a un mirador situado a 61 m de altura, que ofrece vistas panorámicas del campus, las colinas de los alrededores, San Francisco y el Golden Gate. La entrada es gratuita para los estudiantes, profesores y el personal de la universidad, y cuesta tres dólares para los jubilados, miembros de la Cal Alumni Association y menores de dieciocho años, y cuatro dólares para todos los demás.
Las trompetas de la banda de marcha de la universidad tocan cada año canciones de ánimo durante la semana del Big Game desde la cima de la torre. Conocido como el Campanile Concert, la música se puede oír por todo el campus y Berkeley, y en algunos casos hasta Oakland. El paseo de los alrededores tiene una cuadrícula de plátanos de sombra, usados con frecuencia para practicar el deporte del slackline.
El 16 de abril de 1959, un abogado jubilado de sesenta y siete años saltó desde la torre, provocando que una patrulla vigilara el mirador. El 4 de enero de 1961, un estudiante universitario de diecinueve años se suicidó. Tras este segundo suicidio, la universidad instaló paneles de vidrio para rodear el mirador. Estos paneles fueron retirados en 1979 debido a las quejas de que estaban amortiguando el sonido del carillón ampliado. En 1981 se instalaron barras de metal.

## El carillón y su historia
El carillón de Berkeley se originó como un juego de doce campanas, fundido en 1915 por John Taylor & Co. de Loughborough (Inglaterra). Las campanas originales fueron un regalo de Jane K. Sather, que también donó a la universidad la Sather Tower (en la que se encuentran las campanas), la Sather Gate y dotó cátedras en historia y estudios clásicos. Las campanas originales fueron instaladas en 1917 y tocaron por primera vez el 3 de noviembre de 1917, con ocasión del partido de California contra Washington. El retraso entre la fundición y la instalación de las campanas se debió a la Primera Guerra Mundial, así como al United States Customs Service de San Francisco.
Todas las campanas originales tienen la inscripción «Regalo de Jane K. Sather 1914», en agradecimiento a la benefactora a la que la torre debe su nombre. La mayor de las campanas originales tiene una inscripción de Isaac Flagg, catedrático emérito de griego: «Sonamos, tocamos, tañimos, / Coged la parte silenciosa / Algunos responden con el corazón, / Algunos hacen eco en el alma». Las campanas actuales van desde pequeñas campanas de 9 kg a la Great Bear Bell de 4800 kg, que da la hora y tiene bajorrelieves de osos y de la constelación de la Osa Mayor.
Pronto se descubrió que esas doce campanas no eran suficientes para tocar muchas melodías populares, incluido el himno nacional. Durante las siguientes décadas hubo varias discusiones sobre ampliar el instrumento, pero no se materializaron. En 1926 se instaló una decimotercera campana junto con un reloj para dar las horas. Este reloj y esta campana habían sido instalados originalmente en 1899 en el Bacon Hall y estaban dedicados a William Ashburner, un regente de la universidad.
En 1978, la clase de 1928 decidió añadir algunas campanas como regalo de cincuentenario a la universidad. Para ello, lanzaron una campaña entre sus miembros, esperando recaudar unos 45 000 dólares para unas pocas campanas nuevas, pero en varios días consiguieron recaudar más de 150 000 dólares y decidieron transformar el juego de campanas original en un carillón completo de cuarenta y ocho campanas. Se buscaron ofertas, y el contrato se otorgó a la Fonderie Paccard de Annecy (Francia). El nuevo carillón de la clase de 1928, que incorporaba las doce campanas originales, fue instalado e inaugurado en 1979. Un artículo sobre el nuevo instrumento en el Bulletin of the Guild of Carillonneurs in North America terminaba sugiriendo que en el futuro quizá otra clase podría considerar añadir campanas adicionales y transformar este carillón de concierto en un gran carillón.
En 1983, Jerry Chambers, un acaudalado miembro de la clase de 1928, y su esposa Evelyn (de la clase de 1932 y miembro de honor de la clase de 1928), junto con la clase de 1928, concedieron una generosa donación para el carillón. Estos fondos se usaron para ampliar el instrumento y convertirlo en un instrumento completamente cromático de cinco octavas, y para renovar dos plantas de la Sather Tower para que albergaran dos teclados de práctica, una colección de campanología y un estudio para el carillonista de la universidad. Además, los fondos Chambers Carillon, que es la única fuente de financiación del programa de carillón de Berkeley, dotaron un puesto a tiempo completo de carillonista de la universidad (uno de los solo cinco puestos a tiempo completo de Norteamérica) y un festival de carillón que se celebraría cada cinco años en honor a la clase de 1928, a partir de ese año.
A fecha de 2008, el programa de carillón es uno de los más activos del mundo. Ofrece un programa de instrucción que atrae a unos treinta estudiantes cada semestre y un programa de actuaciones con diecisiete recitales de diez minutos y un recital de cuarenta y cinco minutos cada semana. Además, hay un equipo profesional de ocho artistas y una persona de mantenimiento a tiempo parcial. El programa de carillón sigue siendo financiado completamente por la generosa donación de Jerry y Evelyn Chambers.